# Террас, Анри
Анри Террас (фр. Henri Terrasse; 8 августа 1895, Вриньи, Луаре, Франция — 11 октября 1971, Гренобль, Франция) — французский историк-востоковед, археолог, искусствовед, специалист по истории, архитектуре и искусству исламской Северной Африки. Один из авторов «Энциклопедии ислама». Член-корреспондент Академии изящных искусств (1933), член-корреспондент Королевской академии истории в Мадриде (1933). Почётный доктор Оксфорда (1954). Офицер ордена Почётного легиона, ордена Христа, Великий офицер ордена Алауитского трона и командор ордена Академических пальм, ордена Альфонсо X Мудрого, ордена Изабеллы Католической.

## Биография
Анри Террас родился в 8 августа 1895 года в городе Вриньи, департамент Луаре. В 1914 году, после начала Первой мировой войны его призвали во французскую армию, где он служил вплоть до окончания боевых действий. В 1918 году Анри был принят в Высшую нормальную школу. Получив образование, в 1921 году он переехал в город Рабат, Французский протекторат Марокко, где поступил на работу в коллеж имени Мулая Юсуфа. Уже в 1923 году он получил должность профессора и директора по изучению археологии и исламского института Института передовых марокканских исследований всё в том же Рабате, где совместно с Анри Бассе изучал мусульманскую архитектуру Марокко, в частности мечети времён династии Альмохадов, публикуя свои работы в основном в журнале Hespéris. В 1932 году Анри в Сорбонне под руководством Жоржа Марсе защитил диссертацию на тему на степень «Испано-мавританское искусство от истоков до XIII века», получив степень PhD по истории.
В 1935 году Анри впервые получил археологическую должность, будучи назначенным главой Службы исторических памятников Марокко (фр. Service des Monuments historiques du Maroc), агентства со штаб-квартирой во французском Марокко, занимавшегося изучением монументов и археологических памятников на территории протектората. Здесь он проработал вплоть до своего отъезда в 1957 году На этой должности Анри посвятил себя сохранению и восстановлению исторического наследия Марокко и опубликовал несколько важных монографий о конкретных памятниках, таких как Мечеть андалузцев в Фесе и Большая мечеть в Тазе. В 1941 году он получил повышение в должности до директора Института передовых марокканских исследований. В 1945 году он сменил Жоржа Марсе на посту председателя кафедры исламской археологии в Алжирском университете, работая одновременно и на искусствоведческой, и на управленческой, и на исторической должностях. В 1957 году, вскоре после того как Марокко обрело независимость от Франции, Анри переехал в Испанию и стал директором Каса де Веласкес, французской школы в Мадриде, а в 1965 году вышел на пенсию. Его последней крупной публикацией было подробное исследование истории архитектуры мечети Каравийин в Фесе. Скончался 11 октября 1971 года.

## Работы
Работа Анри «Испано-мавританское искусство от зарождения до XIII века» (фр. L'art hispano-mauresque, des origines au XIIIe siècle) является переработанной диссертацией учёного, в которой он повествует об искусстве Марокко и испано-мавританцев в целом от самого его появления с момента арабского завоевания региона до окончания средневековья. Порой он заостряет своё внимание на отдельных объектах и проявлениях, но по большей части работа повествует обо всём равномерно.
Наиболее обширная работа Терраса — двухтомная «История Марокко с древнейших времён до французского протектората» (фр. L’Histoire du Maroc depuis les origines jusqu’au protectorat français) — итог его двадцатипятилетней работы, в котором объединены его собственные наработки и исследования, проводимые институтом после окончания Первой мировой войны. В ходе своего исследования Террас ввёл в научный оборот новую концепцию — «существование трёх разных марокканцев». На протяжении долгого периода истории на территории этой страны существовали разные государственные образования, каждое из которых стремилось или к Средиземноморью или в Атлантику. Анри Террас в своей работе делит Марокко на три основные части — традиционно выделяемое ещё до него в науке горное Марокко, состоящее из эр-Рифа, места проживания народа Джебала, Среднего и Высокого Атласа, и выделенные учёным внутреннее и внешнее Марокко. Если первое из них — богатая и процветающая в разные исторические периоды страна в центре региона, то второе — пасбища и пустыни на границах, где жили бедные и дикие племена, периодически пытавшиеся захватить регион. Учёный приходит к выводу, что всю историю в стране наблюдается явное переселение населения из одних районов в другие, но без попыток смешаться. В ходе повествования о марокканской истории Террас активно рассказывает и об истории Испании, которая всегда была тесно связана — нередко династии, такие как Альморавиды и Альмохады, правили обоими регионами. Отсюда приходит новый и широко-принятый в науке вывод о существовании испано-мавританской цивилизации в средневековом Марокко. По мнению историка Роберта Рикара, данная работа является опережающей своё время, прорывной и определённо «задающей новый вектор изучения истории страны». Востоковед Жорж Марсе назвал работу Анри максимально объективным и логичным исследованием, проливающим свет на многие ранее слабоосвящённые аспекты культуры и истории Марокко. В работе 2014 года историк Эдмунд Берк назвал работу Анри классической.

## Награды
Офицер ордена Почётного легиона, Военного креста 1914—1918 и ордена Христа (Португалия), Великий офицер ордена Алауитского трона. Командор ордена Академических пальм, ордена Альфонсо X Мудрого, ордена Изабеллы Католической.
Книга Терраса «L’Art hispano-mauresque des origines au XIIIe siècle» получила Премию имени Луи Бенье от Академии изящных искусств и премию имени Рауля Дюсеньёра от Академии надписей и изящной словесности. Книга «La Mosquée des Andalous à Fès» получила премию от Академии надписей и изящной словесности, финансируемую фондом Луи Фульда. Следующая работа «La Grande Mosquée de Taza» получила Премию Катеначчи от всё той же академии. Работа «L’Histoire du Maroc depuis les origines jusqu’au protectorat français» в двух томах удостоена Гран-при премии Брокет-Гонен, одной из главных наград Французской академии, и второй для Анри премии имени Рауля Дюсеньёра от Академии надписей и изящной словесности. За книгу «Nouvelles recherches archéologiques à Marrakech» Террас был удостоен премии Карье от всё той же академии, а следующая работа «Islam d’Espagne. Une rencontre de l’Orient et de l’Occident» — премии Жана Рейно от Академии моральных и политических наук.
Член-корреспондент Академии изящных искусств (1933), член-корреспондент Королевской академии истории в Мадриде (1933). Почётный доктор Оксфорда (1954).